# Tago
Tago (Bayan ng Tago) är en kommun i Filippinerna. Kommunen ligger på ön Mindanao, och tillhör provinsen Surigao del Sur. Folkmängden uppgår till 29 721 invånare.

## Barangayer
Tago är indelat i 24 barangayer.
| - Alba - Anahao Bag-o - Anahao Daan - Badong - Bajao - Bangsud - Cabangahan - Cagdapao - Camagong - Caras-an - Cayale - Dayo-an | - Gamut - Jubang - Kinabigtasan - Layog - Lindoy - Mercedes - Purisima (Pob.) - Sumo-sumo - Umbay - Unaban - Unidos - Victoria |